# Dallas-Fort Worth Film Critics Association Awards 2014
La 20ª edizione dei Dallas-Fort Worth Film Critics Association, annunciata il 15 dicembre 2014, ha premiato i migliori film usciti nel corso dell'anno.

## Vincitori
A seguire vengono indicati i vincitori, in grassetto.

### Miglior film
1. Birdman (Birdman or (The Unexpected Virtue of Ignorance)), regia di Alejandro González Iñárritu
2. Boyhood, regia di Richard Linklater
3. The Imitation Game, regia di Morten Tyldum
4. La teoria del tutto (The Theory of Everything), regia di James Marsh
5. Grand Budapest Hotel (The Grand Budapest Hotel), regia di Wes Anderson
6. Whiplash, regia di Damien Chazelle
7. L'amore bugiardo - Gone Girl (Gone Girl), regia di David Fincher
8. Selma - La strada per la libertà (Selma), regia di Ava DuVernay
9. Wild, regia di Jean-Marc Vallée
10. Lo sciacallo - Nightcrawler (Nightcrawler), regia di Dan Gilroy

### Miglior regista
1. Alejandro González Iñárritu - Birdman (Birdman or (The Unexpected Virtue of Ignorance))
2. Richard Linklater - Boyhood
3. Wes Anderson - Grand Budapest Hotel (The Grand Budapest Hotel)
4. David Fincher - L'amore bugiardo - Gone Girl (Gone Girl)
5. Ava DuVernay - Selma - La strada per la libertà (Selma)

### Miglior attore
1. Michael Keaton - Birdman (Birdman or (The Unexpected Virtue of Ignorance))
2. Eddie Redmayne - La teoria del tutto (The Theory of Everything)
3. Benedict Cumberbatch - The Imitation Game
4. Jake Gyllenhaal - Lo sciacallo - Nightcrawler (Nightcrawler)
5. Timothy Spall - Turner (Mr. Turner)

### Miglior attrice
1. Reese Witherspoon - Wild
2. Julianne Moore - Still Alice
3. Rosamund Pike - L'amore bugiardo - Gone Girl (Gone Girl)
4. Felicity Jones - La teoria del tutto (The Theory of Everything)
5. Marion Cotillard - Due giorni, una notte (Deux jours, une nuit)

### Miglior attore non protagonista
1. J. K. Simmons - Whiplash
2. Edward Norton - Birdman (Birdman or (The Unexpected Virtue of Ignorance))
3. Ethan Hawke - Boyhood
4. Mark Ruffalo - Foxcatcher - Una storia americana (Foxcatcher)
5. Alfred Molina - I toni dell'amore - Love Is Strange (Love Is Strange)

### Miglior attrice non protagonista
1. Patricia Arquette - Boyhood
2. Emma Stone - Birdman (Birdman or (The Unexpected Virtue of Ignorance))
3. Keira Knightley - The Imitation Game
4. Jessica Chastain - 1981: Indagine a New York (A Most Violent Year)
5. Laura Dern - Wild

### Miglior film straniero
1. Forza maggiore (Turist), regia di Ruben Östlund
2. Ida, regia di Paweł Pawlikowski
3. Il regno d'inverno - Winter Sleep (Kış Uykusu), regia di Nuri Bilge Ceylan
4. Leviathan (Leviafan), regia di Andrej Petrovič Zvjagincev
5. Storie pazzesche (Relatos salvajes), regia di Damián Szifrón

### Miglior documentario
1. Citizenfour, regia di Laura Poitras
2. Life Itself, regia di Steve James
3. Jodorowsky's Dune, regia di Frank Pavich
4. The Overnighters, regia di Jesse Moss
5. The Great Invisible, regia di Margaret Brown

### Miglior film d'animazione
1. The LEGO Movie, regia di Phil Lord e Christopher Miller
2. Big Hero 6, regia di Don Hall e Chris Williams

### Miglior fotografia
1. Emmanuel Lubezki - Birdman (Birdman or (The Unexpected Virtue of Ignorance))
2. Hoyte van Hoytema - Interstellar

### Miglior sceneggiatura
1. Alejandro González Iñárritu, Nicolás Giacobone, Alexander Dinelaris Jr. e Armando Bo - Birdman (Birdman or (The Unexpected Virtue of Ignorance))
2. Richard Linklater - Boyhood

### Miglior colonna sonora
1. Hans Zimmer - Interstellar

### Russell Smith Award
- Boyhood per il miglior film indipendente a basso budget